# 1848 à Paris
 Chronologie de l'histoire de Paris
- 1844
- 1845
- 1846
- 1847
- 1848
- 1849
- 1850
- 1851
- 1852

Cette page concerne l'année 1848 du calendrier grégorien.

## Chronologie

### Janvier 1848
- 14 janvier : Le dernier « banquet », prévu à Paris, est interdit par Guizot.

### Février 1848
- 22 - 24 février : Révolution à Paris. Ces trois journées révolutionnaires renversent la Monarchie de Juillet, Louis-Philippe abdique.
- 23 février :
  - Les affrontements se multiplient entre la foule et les gardes nationaux. La plupart des bataillons fraternisent avec la foule et dans l'après-midi reprennent à leur compte l'appel à la « réforme ». Tocqueville est témoin de la démission de Guizot à la Chambre des députés. Dans la soirée, une fusillade fait 52 victimes boulevard des Capucines; les corps sont promenés à travers les rues de Paris; les quartiers de l'Est et du centre se couvrent de barricades.
  - Louis Molé devient Premier ministre. Dans la soirée, pour fêter cette victoire, les Parisiens sortent les lampions et vont manifester leur joie sous les fenêtres du ministère des Affaires étrangères qu’occupe Guizot. La troupe tire, faisant plusieurs morts qui sont immédiatement mis sur des charrettes et montrés dans tout Paris. La promenade des cadavres déclenche la révolution.
- 24 février :

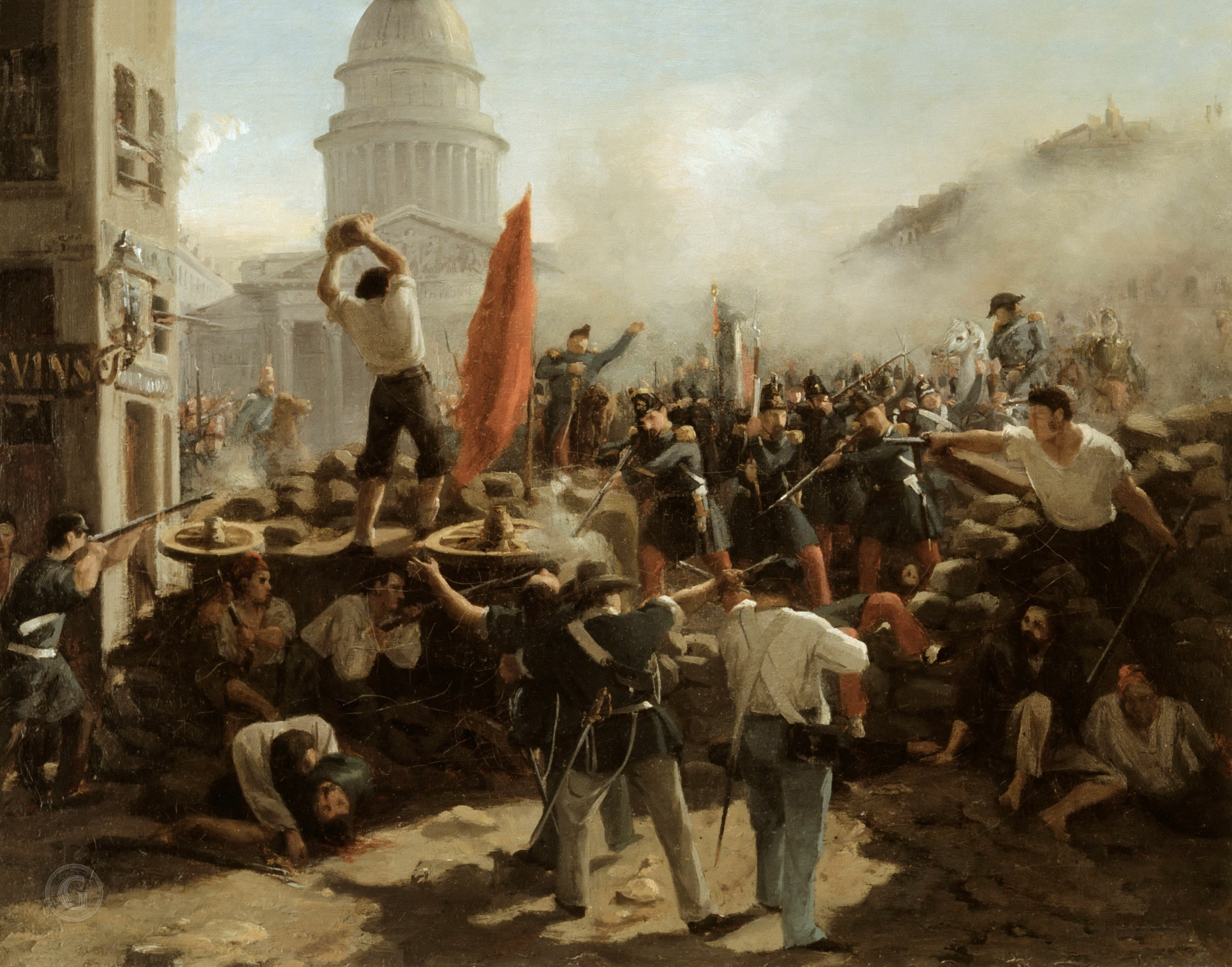
Barricade dans la rue de Soufflot, à Paris, le 25 juin 1848 par Horace Vernet

- - À l'aube, la ville est couverte de barricades.
  - Au matin, Molé démissionne. Adolphe Thiers, puis Odilon Barrot, partisans de la réforme, refusent de lui succéder. Vers midi, le palais des Tuileries est attaqué par les insurgés. Louis-Philippe Ier abdique en faveur de son petit-fils de neuf ans, le comte de Paris. Lorsque la duchesse d’Orléans arrive au palais Bourbon pour demander la régence, elle y trouve des insurgés victorieux et des députés qui ont accepté, sous la pression, de former un gouvernement républicain provisoire. La famille royale s'enfuit.
  - Dans la soirée, à l'Hôtel de Ville dont les insurgés se sont emparés, formation du gouvernement provisoire (Dupont de l'Eure, Lamartine, Crémieux, Ledru-Rollin, Louis Blanc, "Albert", Marie, Arago, Marrast, Flocon, Garnier-Pagès, Pyat). Une déclaration précise que ce gouvernement « veut la République ». Louis-Philippe quitte Paris.

### Mars 1848
- 5 mars : Karl Marx, invité par Ferdinand Flocon, membre du gouvernement provisoire, arrive à Paris avec sa femme et s'installe dans un premier temps à l'hôtel Manchester, 1 rue de Gramont, puis 10 rue Neuve de Ménilmontant (rue Commines).

### Avril 1848
- 16 avril : La journée révolutionnaire à Paris pour le report des élections est un échec.
- 27 avril : Annonce de l'abolition de l'esclavage dans les colonies.

### Mai 1848
- 4 mai Ouverture à Paris de la Constituante
- 5 mai l'Assemblée élit une commission exécutive
- 15 mai Manifestations à Paris en faveur de la Pologne

### Juin 1848
- 3 juin Élection de Louis-Napoléon Bonaparte à l'Assemblée constituante
- 23-26 juin Insurrection ouvrière dans Paris. Elle est réprimée.

### Juillet 1848
- x

### Août 1848
- x

### Septembre 1848
- x

### Octobre 1848
- x

### Novembre 1848
- x

### Décembre 1848
10 décembre : Louis-Napoléon Bonaparte est élu président de la République.

## Naissances à Paris en 1848
- 7 juin : Paul Gauguin, peintre postimpressionniste. Chef de file de l'École de Pont-Aven et inspirateur des Nabis. († 8 mai 1903).

## Décès à Paris en 1848
- x